# Мар'їнське
Ма́р'їнське —  село в Україні, у Пирятинській міській громаді Лубенського району Полтавської області. Населення становить 96 осіб. Колишній орган місцевого самоврядування — Березоворудська сільська рада.

## Географія
Село Мар'їнське знаходиться за 3,5 км від правого берега річки Перевід, на відстані 2,5 км від сіл Березова Рудка та Крячківка.

## Історія
12 червня 2020 року, відповідно до розпорядження Кабінету Міністрів України № 721-р «Про визначення адміністративних центрів та затвердження територій територіальних громад Полтавської області», село увійшло до складу Пирятинської міської громади.
19 липня 2020 року, в результаті адміністративно - територіальної реформи та ліквідації Питятинського району, село увійшло до складу новоутвореного Лубенського району.

## Населення
Згідно з переписом УРСР 1989 року чисельність наявного населення села становила 113 осіб, з яких 47 чоловіків та 66 жінок.
За переписом населення України 2001 року в селі мешкало 96 осіб.

### Мова
Розподіл населення за рідною мовою за даними перепису 2001 року:
| Мова       | Відсоток |
| ---------- | -------- |
| українська | 98,96 %  |
| російська  | 1,04 %   |